# Horst Franz
Horst Franz (ur. 17 czerwca 1940 w Berlinie) – niemiecki trener piłkarski.

## Kariera
Franz karierę rozpoczął w zespole DJK Gütersloh. W 1972 roku wyjechał do Austrii, gdzie trenował drużyny First Vienna FC 1894, FC Wacker Innsbruck, SC Eisenstadt oraz VÖEST Linz. Wraz z Wackerem w 1974 roku wywalczył wicemistrzostwo Austrii. W 1977 roku wrócił do Niemiec, gdzie został szkoleniowcem drugoligowego Unionu Solingen. Pracował tam przez trzy lata.
W grudniu 1980 roku Franz został trenerem pierwszoligowej Arminii Bielefeld. W Bundeslidze zadebiutował 6 grudnia 1980 roku w przegranym 0:2 meczu z 1. FC Nürnberg. W 1982 roku wraz z Arminią zajął 12. miejsce w Bundeslidze, które okazało się jego najwyższym w karierze. Po zakończeniu sezonu 1981/1982 odszedł z klubu.
Następnie Franz prowadził inne pierwszoligowe drużyny, Karlsruher SC oraz Borussię Dortmund. W lutym 1986 roku ponownie został szkoleniowcem Arminii, grającej już w 2. Bundeslidze. Tym razem prowadził ją przez osiem miesięcy. Potem trenował inny drugoligowy zespół, Rot-Weiss Essen oraz pierwszoligowe FC Schalke 04, z którym w 1988 roku spadł do 2. Bundesligi. We wrześniu 1988 roku odszedł z klubu.
Potem Franz trenował jeszcze drugoligowe drużyny 1. FSV Mainz 05 oraz SV Babelsberg 03.